# Alexander Lincoln
Alexander Lincoln (nascido em 21 de janeiro de 1994) é um ator britânico mais conhecido por suas interpretações de Jamie Tate na temporada 2019–2021 de Emmerdale e Mark Newton em um filme de drama romântico de 2022, In from the Side.

## Carreira
Lincoln fez sua estreia na televisão na novela Emmerdale da ITV1, interpretando Jamie Tate de 2019 a 2021.
Em 2022, Lincoln estrelou como Mark Newton no filme In from the Side.

## Vida pessoal
No Instagram, Lincoln revelou sua orientação sexual em janeiro de 2023, afirmando que "não é hétero".

## Filmografia
| Ano       | Título                           | Personagem    | Notas                                       |
| --------- | -------------------------------- | ------------- | ------------------------------------------- |
| 2014      | Sun in the Night                 | Doutor        | Curta-metragem; creditado como Alex Lincoln |
| 2015      | Wander                           | Noah          | Curta-metragem; creditado como Alex Lincoln |
| 2015      | The Song Plays On                | John (jovem)  | Curta-metragem; creditado como Alex Lincoln |
| 2016      | Infinite                         | Wolfie        | Curta-metragem; creditado como Alex Lincoln |
| 2016      | Recall                           | Sal           | Curta-metragem; creditado como Alex Lincoln |
| 2017      | Red Light                        | Adam          | Creditado como Alex Lincoln                 |
| 2018      | How Was Work?                    | Daniel        | Curta-metragem                              |
| 2018      | Ilford Lane                      | Adam          | Curta-metragem                              |
| 2018      | Degenerates                      | Homem jovem   |                                             |
| 2019      | As I Am                          | Kenner        |                                             |
| 2019–2021 | Emmerdale                        | Jamie Tate    | 300 episódios                               |
| 2022      | In from the Side                 | Mark Newton   |                                             |
| 2022      | Everything I Know About Love     | Rege          | 4 episódios                                 |
| 2022      | The Fence                        | Wayne Pickett |                                             |
| 2022      | Inland                           | Tom           |                                             |
| 2023      | My Dreams Have Been Dark of Late | Cavaleiro     | Curta-metragem                              |
| 2024      | Doctors                          | Joel Tanner   | 6 episódios                                 |
| TBA       | Gods Among Us                    | Thor          |                                             |
| TBA       | Barely Grown                     | Jim           |                                             |
| TBA       | Aurora                           | Jacob         |                                             |
| TBA       | On a Winter Night                | Oliver        |                                             |

## Prêmios e indicações
| Ano  | Associações             | Categoria    | Nomeações        | Resultado |
| ---- | ----------------------- | ------------ | ---------------- | --------- |
| 2021 | Inside Soap Awards      | Melhor Vilão | Emmerdale        | Indicado  |
| 2022 | FilmOut Festival Awards | Melhor Ator  | In from the Side | Venceu    |